# Draba corrugata
Draba corrugata är en korsblommig växtart som beskrevs av Sereno Watson. Draba corrugata ingår i släktet drabor, och familjen korsblommiga växter. Inga underarter finns listade i Catalogue of Life.